# Reginald William Skelton
Reginald William Skelton (3 de junho de 1872, Long Sutton, Lincolnshire - 5 de setembro de 1956, Barne) foi um militar do Reino Unido, que ocupou a posição de engenheiro-chefe e fotógrafo oficial da Expedição Antártica Nacional Britânica (1901-1904).

## Serviço militar

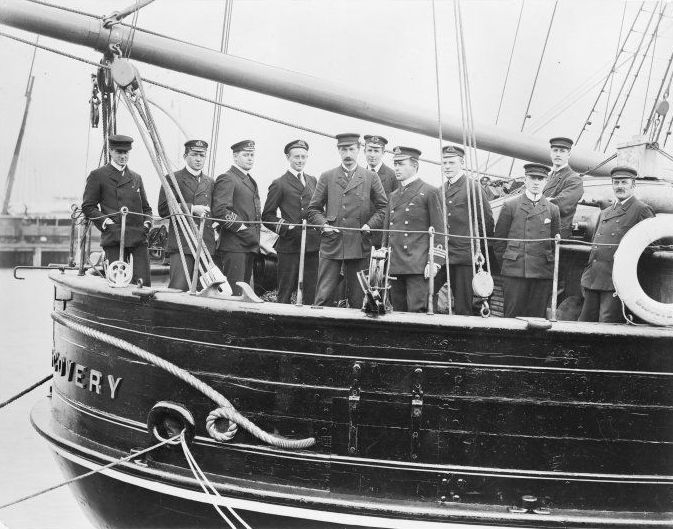
Reginald Skelton (no centro da foto) a bordo do RRS Discovery (1901).

Ingressou na Marinha Real Britânica em 1887. Serviu no HMS Centurion na China de 1894 a 1897 e no HMS Majestic de 1899 a 1900, e em seguida foi nomeado para supervisionar a construção do RRS Discovery. Fez parte da Expedição Discovery que tinha como objetivo a exploração da Antártida.
De 1906 a 1912 e novamente entre 1916 e 1918, Skelton serviu no serviço de submarinos da Marinha Real. Durante a Primeira Guerra Mundial, recebeu a Distinguished Service Order por suas ações na Batalha da Jutlândia. Foi nomeado cavaleiro em 1931 e alcançou o almirantado no ano seguinte.

## Reconhecimento
Pelo trabalho realizado durante a Expedição Discovery, alguns acidentes geográficos da Antártica, receberam o seu nome:
- Glaciar Skelton, geleira localizada na região conhecida como Terra de Vitória.[2]
- Cascada de gelo Skelton (78° 14′ S, 158° 19′ L), com 28 km de extensão esta localizada na Terra de Vitória.[1]
- Enseada Skelton (78° 54′ S, 162° 15′ L), esta situada na parte final do glaciar Skelton, ao longo da borda ocidental da Plataforma de gelo Ross.[3]
- Nevado Skelton (78° 20′ S, 160° 00′ L), é um imenso nevado localizado no lado oeste da Cordilheira Royal Society Range. Com formato circular tem cerca de 40 quilômetros de diâmetro e uma área de cerca de 1 300 quilômetros quadrados.[1]